# Cattivi vicini
Cattivi vicini (Neighbors) è un film del 2014 diretto da Nicholas Stoller, con protagonisti Seth Rogen e Zac Efron.

## Trama
Mac e Kelly Radner sono una giovane coppia con una figlia appena nata. Le restrizioni dell'essere genitori rendono loro difficile mantenere il vecchio stile di vita e li allontana dai loro amici Jimmy Blevins e la sua ex-moglie Paula. Un giorno, la coppia scopre che la Delta Psi Beta, una confraternita nota per le feste oltraggiose, s'è trasferita nella casa accanto alla loro. I leader della confraternita, Teddy Sanders e Pete Regazolli, aspirano a entrare nella hall of fame della Delta Psi organizzando una grandiosa festa di fine anno.
Una notte, la coppia chiede a Teddy di smettere di far rumore. Teddy acconsente alla condizione che Mac e Kelly promettano di rivolgersi sempre a lui in caso di problemi anziché chiamare la polizia. Per ottenere il favore di Mac e Kelly, Teddy li invita alla festa e la coppia accetta. Alla festa Kelly incontra la ragazza di Teddy, Brooke Shy, e Teddy mostra a Mac la sua camera da letto, in cui ci sono dei fuochi d'artificio e un quadro elettrico che controlla tutte le luci della casa.
La notte seguente, Mac fa del suo meglio per chiamare Teddy e chiedergli di smetterla di fare troppo rumore in modo che la loro bambina riesca ad addormentarsi, ma non riesce a contattarlo. Kelly convince Mac a fare una chiamata anonima alla polizia e denunciare la festa, ma l'ufficiale Watkins dice a Teddy che sono stati loro a chiamare la polizia. Teddy si sente tradito dai suoi nuovi vicini, che hanno trasgredito la loro promessa. Il giorno seguente i Delta Psi fanno continui scherzi a Mac e Kelly, col risultato che Stella quasi mangia un preservativo dopo che l'immondizia della festa viene buttata sul loro prato. La coppia va dalla presidentessa del college Carol Gladstone e scopre che l'università concede 3 strike prima di intervenire con una punizione; incendiare la loro vecchia casa è stato il primo strike dei Delta Psi.
Dopo non essere riusciti a costringere la confraternita a traslocare danneggiando la loro casa, Kelly manipola Pete e Brooke portandoli a fare sesso e Mac fa in modo che Teddy li colga in flagrante. Teddy e Pete lottano e una griglia del barbecue finisce sul percorso di un'auto di passaggio e un professore resta ferito, dando ai Delta Psi il loro secondo strike. A questo punto la confraternita è in libertà vigilata per il resto dell'anno. Questo pone fine ai loro progetti per la festa di fine anno. Per acquisire prova degli scherzi dei Delta Psi, Kelly e Mac assumono Assjuice. Quando Teddy si comporta in modo gentile con lui, Assjuice rivela che Mac e Kelly l'hanno assunto e hanno danneggiato la casa della confraternita. Teddy inizia a perpetrare scherzi pesanti ai danni della coppia.
Mac e Kelly mandano a Teddy una lettera contraffatta da parte della Gladstone che consente alla confraternita di organizzare ancora feste e Teddy inizia a pianificare la loro festa di fine anno. Mentre la festa è in atto, i Radner chiamano Watkins per lamentarsi del rumore. Teddy scopre gli estranei casuali mandati da Mac, Kelly e Jimmy. Dopo aver scoperto che la lettera è contraffatta, Teddy interrompe la festa proprio mentre Watkins arriva. Jimmy si butta dalle scale per distrarre Teddy, permettendo a Mac e Kelly di intrufolarsi nella camera da letto di Teddy e far ricominciare la festa usando l'interruttore dei fuochi d'artificio. Teddy lotta con Mac, mentre Kelly spara uno dei fuochi d'artificio contro l'auto della polizia di Watkins e Paula convince uno dei confratelli a continuare la festa mentre l'ufficiale di polizia è lì. Teddy si prende la colpa per la festa e convince Pete a prendere gli altri e fuggire. La Gladstone spegne tutto e Mac e Kelly tornano a casa. Jimmy e Paula tornano insieme.
4 mesi dopo, Mac è fuori da un centro commerciale quando incontra Teddy, che sta lavorando per Abercrombie & Fitch. I due si salutano amichevolmente e Teddy dice a Mac che sta seguendo dei corsi serali per completare il suo corso di laurea. Mac si toglie la maglietta e gioca con Teddy.
Mac e Kelly fanno delle foto di Stella con vari costumi per un calendario. Ricevono una chiamata da Jimmy e Paula, che stanno partecipando al Burning Man e li invitano, inclusa Stella. Mac e Kelly declinano, accettando le loro nuove regole da genitori.

## Produzione
Nella fase di produzione, il progetto era intitolato Townies, ma il 26 agosto viene annunciato il cambio di titolo in Neighbors.
Le riprese del film si sono svolte interamente a Los Angeles tra l'aprile e il maggio del 2013.

## Colonna sonora
1. Get Ur Freak On / Keep Me - Missy Elliott & The Black Keys
2. Freaking Out - Flo Rida
3. Good Day - Nappy Roots
4. London Bridge - Fergie
5. Girls Girls $ - Theophilus London
6. All Night - Icona Pop
7. Hurt Me Tomorrow - K'naan
8. Die Young - Kesha
9. Cheap Beer - FIDLAR
10. Raise Those Hands - Bassjackers & R3hab
11. First Name Trouble - Witchman Ft. Marz
12. Here Comes the Hotstepper - Ini Kamoze

## Distribuzione
Il primo trailer del film viene diffuso online il 2 settembre 2013.
Il film è stato presentato al South by Southwest l'8 marzo 2014.
La pellicola è stata distribuita nelle sale cinematografiche statunitensi a partire dal 9 maggio 2014, mentre in Italia viene distribuita a partire dal 20 agosto dello stesso anno.

## Accoglienza

### Incassi
Il film ha incassato 150,1 milioni di dollari nel Nord America e 120,5 nel resto del mondo per un totale di 270,6 milioni di dollari.

### Critica
Sull'aggregatore Rotten Tomatoes il film riceve il 73% delle recensioni professionali positive con un voto medio di 6,32 su 10, basato su 221 critiche, mentre su Metacritic ottiene un punteggio di 68 su 100 basato su 45 critiche.

## Sequel
Nel maggio 2016 viene distribuito un sequel intitolato Cattivi vicini 2 (Neighbors 2: Sorority Rising) diretto nuovamente da Nicholas Stoller. Del cast fanno parte Seth Rogen, Zac Efron, Rose Byrne e Chloë Grace Moretz.

## Riconoscimenti
- 2014 – Critics' Choice Movie Award
  - Candidatura per la miglior attrice in un film commedia a Rose Byrne
- 2014 – Denver Film Critics Society
  - Candidatura per il miglior film commedia
- 2014 – Golden Trailer Awards
  - Miglior spot TV commedia
  - Miglior poster commedia
  - Candidatura per il miglior trailer commedia
- 2015 – MTV Movie Awards[7][8]
  - Miglior coppia a Zac Efron e Dave Franco
  - Miglior performance senza maglietta a Zac Efron
  - Miglior momento "Ma che ca...!" a Seth Rogen e Rose Byrne
  - Candidatura per il miglior combattimento tra Zac Efron e Seth Rogen
  - Candidatura per il miglior bacio tra Rose Byrne e Halston Sage
  - Candidatura per il miglior momento musicale a Seth Rogen e Zac Efron
  - Candidatura per la miglior performance comica a Rose Byrne
- 2015 – People's Choice Awards
  - Candidatura per il film commedia preferito dal pubblico